# Karen Witemeyer
Karen Witemeyer ist eine US-amerikanische Psychologin und Schriftstellerin. Sie schreibt christliche historische Romane.

## Leben
Karen Witemeyer wuchs in Kalifornien auf und ging dann auf die Abilene Christian University in Abilene, Texas; dort studierte sie Psychologie und schloss mit einem Master ab.
Sie lebt mit ihrem Mann Wes in Texas und ihre Romane sind in kleinen Orten in Texas Mitte bis Ende des 19. Jahrhunderts angesiedelt.

## Bücher

### Hanger’s Horsemen
- 2021 Zu Befehl, Frau Doktor! (At Love’s Command, 2020)
- 2022 Die Zügel hält mein Herz (The Heart’s Charge, 2021)
- 2023 Ein Cowboy für die Ewigkeit (In Honour’s Defense, 2022)

### The Archer Brothers
- 2013 Kann es wirklich Liebe sein? (Short-Straw Bride, 2012)
- 2014 Wie angle ich mir einen Prediger? (Stealing the Preacher, 2013)
- 2019 Ein Job für Neill Archer (A Cowboy Unmatched, Kurzgeschichte, 2014)
- 2021 Weihnachten auf der Archer Ranch (in An Old-Fashioned Texas Christmas, zwei Weihnachts-Kurzgeschichten, 2019)

### Die Frauen von Harper’s Station
- 2017 Selbst ist die Frau! (No Other Will Do, 2016)
- 2018 Herz auf Empfang (Heart On The Line, 2017)
- 2021 Das Glück kommt per Express (The Love Knot, Kurzgeschichte, 2018)
- 2022 Eine Frage der Geduld (Worth The Wait, Kurzgeschichte, 2017)

### Texas Ever After
- 2024 Sieben Helden für Penelope (Fairest of Heart, 2023)
- 2025 Ein Stiefel kommt selten allein (If the Boot Fits, 2024)
- noch nicht auf Deutsch erschienen (Cloaked in Beauty, 2024)

Die ins Deutsche übersetzten Bücher werden vom Francke-Buch-Verlag herausgegeben.